# Tiroteo de El Bosque de 2023
El tiroteo de El Bosque ocurrió el 29 de noviembre de 2023 en la ciudad de Trujillo, en el departamento de La Libertad. El suceso dejó tres muertos.

## Desarrollo
Las tres víctimas se encontraban conversando entre una banqueta y la vereda del Parque Grande de la Urbanización El Bosque dentro del distrito de Trujillo en horas de la noche.
A las 7:00 p. m. (hora peruana), dos sujetos en motocicletas se acercaron a donde estaban las personas y abrieron fuego contra sus objetivos, las personas alrededor corrieron y se tiraron al suelo por el temor de ser alcanzado por los proyectiles.
Una vez realizado el ataque, los motorizados huyeron y los civiles y la Policía Nacional del Perú acudieron a socorrer a las víctimas para trasladarlas al hospital regional Víctor Lazarte Echegaray de EsSalud de la ciudad.

## Víctimas
Las víctimas se identificaron como Fidel Cuevas Varas, Loyer Alberto Cueva Hernández y Richar Joel Cueva Hernández, siendo el primero el padre de los segundos. Fidel Cuevas pereció en el acto, y sus hijos en camino al centro médico. Las víctimas vivían al frente del parque en donde fueron asesinados y sus atacantes ya los habían estudiado.
Según las investigaciones de las autoridades, la familia se dedicaba al transporte y logística de materiales de minería en el departamento. Loyer Cueva era, además de empresario minero, dirigente de las Rondas campesinas de Vijus en el distrito de Pataz (en la provincia homónima), una zona minera muy conflictiva, dicha ronda había tenido enfrentamientos contra mineros ilegales desde inicios del mes de noviembre. La PNP informó que una de las víctimas, sin especificar, tenía relación con grupos armados mineros.

## Reacciones
La Central Única Nacional de Rondas Campesinas del Perú emitió un comunicado oficial afirmando que el tiroteo «(...) busca amedrentar a los dirigentes y personas de bien, para que abandonen la lucha contra el crimen organizado, que encabeza las rondas campesinas; razón por la que condenamos este crimen y llamamos a persistir en la lucha contra esta lacra».
Las Rondas Campesinas del distrito de Parcoy llamaron a «declararle la guerra» al crimen organizado que, según ellos tiene entre sus filas «sobre todo extranjeros (...) que han llegado a nuestro distrito a imponer su ley, esto se acabó, nosotros nos organizaremos y vamos a exterminar a estos sujetos (...)». Las rondas de Parcoy además expresaron su malestar de ninguna respuesta oficial del municipio distrital de Trujillo.

## Investigaciones
La PNP informó que el objetivo primordial de los asesinos era Loyer Cueva por su papel activo como dirigente rondero en la lucha contra la minería ilegal, Por otra parte se identificó a un tercer atacante que ayudó a escapar a los dos primeros, mediante las cámaras de videovigilancia de los alrededores. También expresaron que posiblemente las tres víctimas venían sufriendo extorsión por sus negocios relacionados con la minería formalizada.